# Juli 2005
Dit artikel geeft een chronologisch overzicht van alle belangrijke gebeurtenissen per dag in de maand juli van het jaar 2005.

## Gebeurtenissen

### 1 juli
- De Nederlandse Mededingingsautoriteit is vanaf vandaag een zelfstandig bestuursorgaan.

### 2 juli
- Live 8 vindt plaats: een serie van gratis concerten in de G8-landen. Ze vallen samen met de 20e verjaardag van Live Aid.
- De Egyptische ambassadeur in Irak wordt in Bagdad ontvoerd.

### 3 juli
- De leider van Al Qaida in Saoedi-Arabië, Younus Mohamed Al-Hayari, wordt doodgeschoten tijdens een vuurgevecht in Riyad.
- Door noodweer vallen dit weekend in Roemenië en Bulgarije minimaal tien doden.

### 4 juli
- Om ongeveer 6 uur UTC voert een deel van de Deep Impact-ruimtesonde een succesvolle botsing uit met de komeet Tempel 1.
- Zwaar onweer en wolkbreuken trekken langzaam over België en Nederland met plaatselijke overstromingen tot gevolg.
- In Burundi worden na 13 jaar burgeroorlog historische parlementsverkiezingen gehouden, waarbij de voormalige Hutu-rebellen favoriet zijn.

### 6 juli
- De Britse politie annuleert uit vrees voor ongeregeldheden een betoging in de buurt van het Schotse Gleneagles, de vergaderplaats van de G8. Dit terwijl de betogers reeds ter plaatse zijn.
- In Singapore krijgt Londen de Olympische Zomerspelen van 2012 toegewezen. IOC-voorzitter Jacques Rogge maakt dat 's middags bekend.
- Het Europees Parlement verwerpt de voorgestelde richtlijn op het octrooi op software.
- Opening van het Deurganckdok in de haven van Antwerpen.

### 7 juli
- Minstens 50 mensen komen om het leven en zeker 700 worden verwond, van wie 45 zwaargewond, in een reeks bomaanslagen in het financiële centrum van Londen. De bommen ontploften in ten minste drie metrostellen en één dubbeldeksbus. De onbekende groep "Geheime organisatie van Al Qaida in Europa" eist de verantwoordelijkheid op. Zie ook: terroristische aanslagen in Londen van 7 juli 2005 en Wikinieuws.
- Al Qaida meldt dat ze Ihab el-Sherif, de Egyptische afgezant in Irak, na een ontvoering van enkele dagen, hebben gedood.
- De ministers van defensie van Irak en Iran kondigen een militair samenwerkingsakkoord aan.
- In het Schotse Gleneagles begint de G8-top.

### 8 juli
- De orkaan Dennis kost op Haïti aan vijf en op Cuba tien mensen het leven.
- De G8-leiders besluiten de ontwikkelingshulp te verhogen naar 42 miljard euro.

### 9 juli
- Bij een busongeval in het zuidwesten van Frankrijk komen een Belgische jongen en een Nederlandse man om het leven.

### 10 juli
- Luxemburg stemt vóór de Europese Grondwet.
- In Auckland, Nieuw-Zeeland herdenkt Greenpeace de Franse aanslag op de Rainbow Warrior van twintig jaar geleden.
- Ivo de Wijs presenteert voor de laatste maal het radioprogramma Vroege Vogels.
- Door het kapseizen van een veerboot voor de kust van Indonesië zijn mogelijk 200 mensen omgekomen.
- Opening van het Liberty Stadium, een multifunctioneel stadion in Swansea, Wales.

### 11 juli
- Israël vraagt 2,2 miljard dollar extra steun aan de Verenigde Staten om de terugtrekking uit de Gazastrook te financieren.
- Negen Iraakse arbeiders stikken na meer dan 14 uur opgesloten gezeten te hebben in een container.
- In De Bunker in Amsterdam begint het proces tegen de vermoedelijke moordenaar van Theo van Gogh: Mohammed Bouyeri.

### 13 juli
- De lancering van de Spaceshuttle Discovery (gepland om 21:51 Europese tijd), is door de NASA uitgesteld wegens technische problemen. Het is de eerste geplande vlucht met een Space Shuttle sinds de ramp met de Columbia op 1 februari 2003.
- Bij een zelfmoordaanslag in Bagdad op VS-soldaten die snoepjes aan kinderen uitdeelden, komen 24 Irakezen en een Amerikaanse soldaat om het leven.
- Ongeveer 125 mensen worden geacht om het leven te zijn gekomen bij het met elkaar botsen en daaropvolgend ontsporen van drie passagierstreinen in Pakistan.

### 14 juli
- Twee Noorse fjorden en zes andere gebieden komen op de lijst van Werelderfgoederen van de UNESCO.>>
- Om 13:00 uur is het in heel Europa twee minuten stil ter nagedachtenis van de slachtoffers van de terreuraanslag in Londen. Tevens wordt de identiteit van de vier zelfmoordterroristen bekendgemaakt.
- Opening van de 7e World Games in Duisburg. Meer dan 3000 sporters nemen deel aan 40 takken van sport tot 24 juli. De wedstrijd is het grootste sportieve evenement van de wereld in 2005.

### 16 juli
- Minstens 90 personen komen om het leven door een zelfmoordaanslag in de buurt van een sjiitische moskee in Moussayeb (Irak).
- De 36ste door vzw Trefpunt georganiseerde en de in totaal 162ste editie van de Gentse Feesten start in Gent. Tijdens het openingsweekeinde worden er reeds 250 000 bezoekers geteld.
- 16 - Het boek Harry Potter and the Half-Blood Prince verschijnt, het zesde deel van de Harry Potter reeks.

### 17 juli
- De Indonesische regering maakt het op 15 augustus sluiten van een vredesovereenkomst met de GAM-rebellen uit Atjeh bekend. Dit zou het einde betekenen van een dertigjarige rebellie.
- Minstens elf vrijwilligers worden verrast door de koerswijziging van een hevige bosbrand in Spanje, en komen om.

### 18 juli
- In het Verenigd Koninkrijk wordt een Afghaanse krijgsheer veroordeeld op basis van een wet met universele werking (zie ook genocidewet).
- Karl Rove, adviseur van president George Bush, komt onder steeds meer druk te staan wegens het onthullen van de identiteit van een CIA-agente.
- Uit onderzoek blijkt dat in het gros van de landen waar moslims de meerderheid van de bevolking uitmaken de steun aan Osama bin Laden afneemt.

### 19 juli
- Bij een bomaanslag in Tsjetsjenië vallen ongeveer 15 doden (Russische soldaten en tevens burgers).
- Drie Britse militairen worden vervolgd voor het begaan van oorlogsmisdaden tegen gevangenen in Irak.

### 20 juli
- Aan de vooravond van de Belgische nationale feestdag zou volgens een peiling 87% der Belgen België één wensen te houden.
- In België wordt de door de Scientology-kerk ingediende aanvraag tot erkenning als eredienst afgewezen. De Armeense kerk en het boeddhisme maken wel een kans.
- De Republikein John Roberts wordt voorgedragen als nieuwe rechter voor het Hooggerechtshof in de VS.
- Bij zelfmoordaanslagen in Kasjmir en Bagdad vallen minstens tien doden.

### 21 juli
- De Chinese bank koppelt om 19:00 uur Peking-tijd de koers van de yuan los van de dollar. De waarde van de munt stijgt hierdoor meteen met 2,1%.
- Londen wordt opnieuw opgeschrikt door bomaanslagen. Wikinieuws
- In Bagdad wordt de hoogste diplomatieke vertegenwoordiger van Algerije samen met nog een Algerijns diplomaat ontvoerd.
- Chinese boeren herwinnen na een dispuut, dat zelfs uitdraaide op een regelrechte veldslag tegen een ingehuurde knokploeg, hun landerijen.
- De Australische deelstaat Victoria maakt hekserij, tovenarij en waarzeggerij weer legaal.
- België herdenkt op zijn nationale feestdag het ontstaan van het land 175 jaar eerder en 25 jaar federalisme.
- De Belgische Prijs voor de Democratie van 2005 wordt toegekend aan Georges Debunne, Kif Kif en Blokwatch.

### 22 juli
- In Kenia keurt het parlement een ontwerp van grondwet goed.
- In Sanaa, de hoofdstad van Jemen, worden 39 doden geteld na rellen ten gevolge van een door de Wereldbank geïnspireerde prijsverhoging van benzine.
- Medium Jomanda is een van de vijf verdachten in het onderzoek naar de dood van Sylvia Millecam, zo maakt Jomanda's advocaat bekend.
- Ruim 38 500 wandelaars lopen vandaag de laatste etappe van de Vierdaagse van Nijmegen.
- Na vijf dagen wordt op de Gentse Feesten reeds de kaap van één miljoen bezoekers overschreden.

### 23 juli
- In de Egyptische badplaats Sharm el-Sheikh ontploffen drie bommen. Hierdoor worden minstens 90 mensen gedood, onder wie buitenlandse toeristen (met onder hen mogelijk een Nederlander), en 200 mensen verwond. Zie verder Terroristische aanslagen in Sharm el-Sheikh van 23 juli 2005.
- In Riga moet de politie tussenbeide komen om enkele tientallen deelnemers aan de eerste Letse "Gay Pride Parade" te beschermen tegen honderden betogers.
- De Londense politie laat weten dat de Braziliaan die ze een dag voordien met vijf kogels in het hoofd neerschoten niets te maken had met de recente bomaanslagen in Londen.
- Condoleezza Rice, minister van Buitenlandse Zaken van de VS, maant Israël aan om na de geplande ontruiming van de Gazastrook deze niet van de buitenwereld af te sluiten.
- In de Litouwse hoofdstad Vilnius wordt een week lang het Universeel Esperantocongres gehouden.

### 24 juli
- Thabo Mbeki, president van Zuid-Afrika, laat weten dat zijn land bereid zou zijn een deel van de buitenlandse leningen die Zimbabwe moet afbetalen op zich te nemen.
- In Bagdad maakt de 20e zelfmoordaanslag in tien dagen tijd, dit keer met een vrachtwagen tegen een politiekantoor, minstens 22 doden (voornamelijk politiemannen).
- Indiase soldaten schieten in het door India bestuurde deel van Kasjmir drie jongeren dood. De jongeren overtraden een avondklok toen ze vroeg in de morgen terugkwamen van een huwelijksfeest.

### 25 juli
- Aan de vooravond van hernieuwd zeslandenoverleg (meer bepaald tussen China, Japan, Rusland, Verenigde Staten, Zuid- en Noord-Korea samen) aanvaarden de Verenigde Staten een rechtstreekse ontmoeting tussen de afgevaardigden van Noord-Korea en die van de VS.

### 26 juli
- Bij een demonstratie tegen het willekeurig arresteren door Amerikaanse troepen van Afghanen bij de militaire basis in Bagram, schieten de troepen in de lucht om de demonstranten terug te dringen.
- Om 16:39 Europese tijd werd de Spaceshuttle Discovery gelanceerd. Het is de eerste vlucht met een Spaceshuttle sinds de ramp met de Columbia op 1 februari 2003.
- Mohammed Bouyeri wordt door de rechtbank in Amsterdam wegens de moord op Theo van Gogh veroordeeld tot levenslange gevangenisstraf.

### 27 juli
- Striptekenaar Marten Toonder (bekend van onder meer Bommel) overlijdt op 93-jarige leeftijd.
- De ontvoerders van twee Algerijnse diplomaten in Irak laten weten dat ze die omgebracht hebben.
- Op een proces in Frankrijk wordt de Belgische vrachtwagenchauffeur Gilbert Degrave veroordeeld tot vier maanden celstraf met uitstel voor zijn aandeel in de ramp in de Mont Blanctunnel van 24 maart 1999. De Franse veiligheidsverantwoordelijke loopt 24 maanden of twee jaar effectieve celstraf op.

### 28 juli
- Het dodental ten gevolge van overstromingen in de omgeving van Mumbai (India) door hevige moessonregens overstijgt 750.

- Onderzoekers verbonden aan de Universiteit Antwerpen ontdekken dat de hersenziekte Alzheimer veroorzaakt wordt door schade aan bloedvaten in de hersenen.
- Het Iers Republikeins Leger laat in een communiqué weten dat het zijn militanten oproept om de gewapende strijd te staken.
- De WHO maakt zich ernstig zorgen om een ziekteuitbraak in het zuidwesten van China waarbij in hoog tempo mensen besmet raken. Deze ziekte wordt veroorzaakt door een bacterie die normaliter enkel bij varkens ziekten veroorzaakt.

### 29 juli
- Turkije ondertekent een protocol waarmee een douaneakkoord met de EU wordt uitgebreid tot de tien nieuw toegetreden leden. Het Turkse ministerie van Buitenlandse Zaken benadrukt wel dat hierdoor de Republiek Cyprus niet erkend wordt.
- Een Amerikaans astronoom ontdekt een tiende planeet in het zonnestelsel, op zo'n 14,4 miljard kilometer van de Aarde. Het object is groter dan Pluto, en heet voorlopig Eris.

### 30 juli
- In Basra sterven twee Britse particuliere militaire uitvoerders bij een bomexplosie tegen een Brits diplomatiek konvooi.
- De Britse politie ondervraagt de gisteren opgepakte hoofdverdachten van de mislukte aanslagen van 21 juli.
- Oezbekistan geeft de VS 180 dagen om de luchtmachtbasis Karshi-Khanabad (K2) te ontruimen. De basis is van groot belang voor de operaties in Afghanistan.
- De burgemeester van Mexico-Stad, Andrés Manuel López Obrador, legt zijn ambt neer om zich volledig toe te kunnen leggen op zijn campagne voor de presidentsverkiezingen van 2006, waarin hij de gedoodverfde winnaar is.

### 31 juli
- Iran laat weten dat het wegens het uitblijven van economische stimuli van de EU vanaf 1 augustus opnieuw uranium zal verrijken.
- Na een helikoptervlucht van de Soedanese vicepresident John Garang wordt hij als vermist opgegeven.
- In de hele Europese Unie wordt een strenge anti-tabaksreclameregelgeving van kracht. Grensoverschrijdende tabaksreclame wordt verboden. Dit slaat op sportevenementen, radio, internet, kranten en tijdschriften met grensoverschrijdende uitstraling.

← · januari · februari · maart · april · mei · juni · juli · augustus · september · oktober · november · december ·  →